# Green Ridge
Green Ridge é uma cidade localizada no estado americano de Missouri, no Condado de Pettis.

## Demografia
Segundo o censo americano de 2000, a sua população era de 445 habitantes.
Em 2006, foi estimada uma população de 460, um aumento de 15 (3.4%).

## Geografia
De acordo com o United States Census Bureau tem uma área de
1,3 km², dos quais 1,2 km² cobertos por terra e 0,1 km² cobertos por água.

## Localidades na vizinhança
O diagrama seguinte representa as localidades num raio de 20 km ao redor de Green Ridge.